# Megasema nisseni
Megasema nisseni är en fjärilsart som beskrevs av Rothschild 1912. Megasema nisseni ingår i släktet Megasema och familjen nattflyn. Inga underarter finns listade i Catalogue of Life.